# Nilsson Schmilsson
Albums de Harry Nilsson
Aerial Pandemonium Ballet
(1971) Son of Schmilsson
(1972)
Nilsson Schmilsson est un album de Harry Nilsson, sorti en 1971.

## L'album
Le titre Without You atteint la 1re place des charts britanniques. L'album prend, quant à lui, la 3e du Billboard 200, est nommé au Grammy Awards de 1973 dans la catégorie Album de l'année et le titre Without You remporte, lui, le Grammy de la meilleure performance vocale.
Pitchfork le classe en 2006 à la 84e place de son classement des 100 meilleurs albums des années 1970 et il fait partie des 1001 albums qu'il faut avoir écoutés dans sa vie.

### Titres
Tous les titres sont de Harry Nilsson, sauf mentions.

#### Face A
1. Gotta Get Up (2:24)
2. Driving Along (2:02)
3. Early in the Morning (Leo Hickman, Louis Jordan, Dallas Bartley) (2:48)
4. The Moonbeam Song (3:18)
5. Down (3:24)

#### Face B
1. Without You (Pete Ham, Tom Evans) (3:17)
2. Coconut (3:48)
3. Let the Good Times Roll (Shirley Goodman, Leonard Lee) (2:42)
4. Jump into the Fire (6:54)
5. I'll Never Leave You (4:11)

### Musiciens
- Harry Nilsson : piano, mellotron, orgue, harmonica, piano électrique, chant
- Chris Spedding, Caleb Quaye : guitares
- John Uribe : guitare acoustique et électrique
- Ian Duck : guitare acoustique
- Klaus Voormann : guitare rythmique, guitare acoustique, basse
- Herbie Flowers : basse
- Henry Krein : accordéon
- Roger Coolan : orgue
- Jim Webb : piano
- Gary Wright : piano, orgue
- Richard Perry : percussions, mellotron
- Bobby Keys : saxophone
- Paul Buckmaster, George Tipton : cordes, cor d'harmonie
- Jim Price : trompette, trombone, cor d'harmonie
- Jim Keltner, Roger Pope , Jim Gordon : batterie

### Charts
Album
| Year | Chart                | Position |
| ---- | -------------------- | -------- |
| 1972 | Billboard Pop Albums | 3        |

Single
| Année | Single             | Chart                        | Position |
| ----- | ------------------ | ---------------------------- | -------- |
| 1972  | Coconut            | Billboard Pop Singles        | 8        |
| 1972  | Jump Into the Fire | Billboard Pop Singles        | 27       |
| 1972  | Without You        | Billboard Adult Contemporary | 1        |
| 1972  | Without You        | Billboard Pop Singles        | 1        |

### Certifications
| Organization | Grade | Date        |
| ------------ | ----- | ----------- |
| RIAA         | Gold  | 3 mars 1972 |